# Nataliya Tobias
Nataliya Tobias (née Sydorenko le 22 novembre 1980 à Serov) est une athlète ukrainienne spécialiste du 1 500 mètres.

## Biographie
Cinquième lors de l'édition 2001, Nataliya Tobias remporte la médaille d'or du 1 500 mètres de l'Universiade 2003 de Daegu. En 2006, elle termine à la septième place des Championnats d'Europe de Göteborg, et prend la troisième place de la Coupe d'Europe d'athlétisme. 
En 2008, Nataliya Tobias obtient le meilleur résultat de sa carrière en remportant la médaille de bronze du 1 500 mètres des Jeux olympiques d'été de Pékin en établissant un record personnel en 4 min 01 s 78. L'Ukrainienne est devancée par la Kényane Nancy Lagat et sa compatriote Iryna Lishchynska.
Le 25 juillet 2012, à la veille des Jeux olympiques de Londres, l'IAAF diffuse un communiqué faisant état du dopage de l'intéressée à la testostérone synthétique, à l'occasion des mondiaux de Daegu 2011. Nataliya Tobias reconnaît s'être dopée, et est suspendue deux ans à compter de juin 2012.

### Palmarès
| Date | Compétition                       | Lieu       | Résultat | Épreuve | Performance   |
| ---- | --------------------------------- | ---------- | -------- | ------- | ------------- |
| 2003 | Universiade                       | Daegu      | 1re      | 1 500 m | 4 min 11 s 69 |
| 2004 | Championnats du monde en salle    | Budapest   | 5e       | 1 500 m | 4 min 09 s 03 |
| 2006 | Championnats d'Europe             | Göteborg   | 7e       | 1 500 m | 4 min 02 s 71 |
| 2007 | Championnats d'Europe en salle    | Birmingham | 6e       | 1 500 m | 4 min 09 s 62 |
| 2008 | Coupe d'Europe                    | Annecy     | 2e       | 1 500 m | 4 min 19 s 70 |
| 2008 | Jeux olympiques                   | Pékin      | 3e       | 1 500 m | 4 min 01 s 78 |
| 2011 | Championnats d'Europe en salle    | Paris      | 6e       | 3 000 m | 9 min 02 s 94 |
| 2011 | Championnats d'Europe par équipes | Stockholm  | 1re      | 3 000 m | 8 min 54 s 16 |